# Sant Pere i Sant Pau (El Greco, Tipus-II)
Els Apòstols Pere i Pau és la temática de dos quadres del pintor espanyol d'origen grec El Greco, que Harold Wethey inclou al Tipus-II d'aquesta temática, i als quals dona els números 277 i 278 dins del seu catàleg raonat d'obres d'aquest artista. Aquesta tipología difereix del Tipus-I per:
- En lloc d'un fons de núvols, ara veiem un fons neutre amb un element vertical.
- Sant Pau,no sosté una espasa, sino que assenyala un llibre obert.[1][2]

## Temàtica de l'obra
El Greco va realitzar vàries obres de "Sants aparellats". José Àlvarez Lopera comenta que aquestes associacions eren de vegades tan arbitràriers, que només podíen explicar-se pel desig del destinatari. Tanmateix, l'associació de Sant Pere i de Sant Pau apòstol és molt versemblant, té un sentit doctrinal i era avinent amb el que sostenia l'Església de la Contrareforma.
Els dos apòstols són representat amb trets que els són típics. A Sant Pere li identifica un tret propi en la seva iconografia, la clau a la seva mà esquerra. Sant Pau subjecta un llibre obert, com a senyal de les seves epístoles escrites a les comunitats cristianes.
Tots dos manifesten un estat anímic diferent, més passiu en Pere, més dinàmic en Pau, mostrant un estudi psicològic per part del pintor cap als protagonistes del llenç.

### Versió delNationalmuseumd'Estocolm
Oli sobre llenç; 123 × 92 cm.; Un gravat de Diego de Astor de 1608 proporciona una data ante quem per aquest quadre. El quadre no està signat, però al gravat apareix la signatura d'El Greco, en lletres cursives gregues, a les vores del llibre tancat.
Sant Pere i Sant Pau són representats de tres quarts, discutint temes doctrinals. Sant Pere, amb barba gris, vesteix un mantell groc, i apareix darrere una taula, davant un fons oscur amb un element arquitectònic vertical. Sant Pau, amb barba negra, vesteix de vermell brillant sobre una túnica blava de que només veiem el coll. La taula marró i el llibre obert van ser repintats, i hom va restaurar algunes vestidures i la mà dreta de Sant Pau.

#### Procedència
- Viscomtessa de San Javier, Madrid.
- Marquès de Perinat, Madrid.

### Versió de l'ErmitagedeSant Petersburg
Signatura fragmentària a la vora del llibre tancat, amb lletres cursives gregues; Oli sobre llenç; 121,5 × 105 cm.; 1587-1592 ca.
El mantell de Sant Pau és de color ataronjat. Sant Pere vesteix un mantell groc amb viratges que tendeixen a verd en l'ombra, procediment propi de les obres tardanes d'El Greco.

#### Procedència
- General Durnowo, Sant Petersburg,
- Adquirit pel Museu l'any 1911.

L'antiga Unió Soviètica va emetre un segell amb la imatge d'aquest quadre.